# نیو کیدز آن د بلاک
نیو کیدز آن د بلاک (به انگلیسی: New Kids on the Block (NKOTB)) یک گروه موسیقی آمریکایی است که در سال ۱۹۸۴ شروع به کار کرد. اجراهای این گروه در دهه هشتاد میلادی موفقیت زیادی برای گروه به ارمغان آورد و الگوی چند گروه آمریکایی در دهه‌های بعدی از جمله بکستریت بویز و ال اف او ( گروه موسیقی) بوده‌اند. همچنین آن‌ها یک تور مشترک بابکستریت بویز در سال ۲۰۱۰ و ۲۰۱۱ اجرا کرده‌اند.